# Mimosybra paraspinipennis
Mimosybra paraspinipennis är en skalbaggsart som beskrevs av Stefan von Breuning 1977. Mimosybra paraspinipennis ingår i släktet Mimosybra och familjen långhorningar. Inga underarter finns listade i Catalogue of Life.